# صموئيل جوزيف
صموئيل جوزيف (بالإنجليزية: Samuel Joseph)‏ هو لاعب كرة قدم أمريكية ولاعب كرة القدم الكندية أمريكي، ولد في 10 مايو 1983 في Marrero, Louisiana ‏ في الولايات المتحدة.